# 姜元衡
姜元衡，榜名黃元衡，字玉璇，山東即墨縣（今屬青島市）人，清初政治人物。

## 生平
順治六年（1649年），己丑科登進士，選庶吉士。散館後授翰林院編修，官至侍讀。

## 文學
《聊齋誌異·卷五》載姜元衡自稱曾食龍肉之奇事。